# Peruštica
Peruštica (in bulgaro Перущица?) è un comune bulgaro situato nella Regione di Plovdiv di 5 513 abitanti (dati 2009). La sede comunale è nella località omonima.

## Località
Il comune è formato dall'unica località:
- Peruštica

## Storia

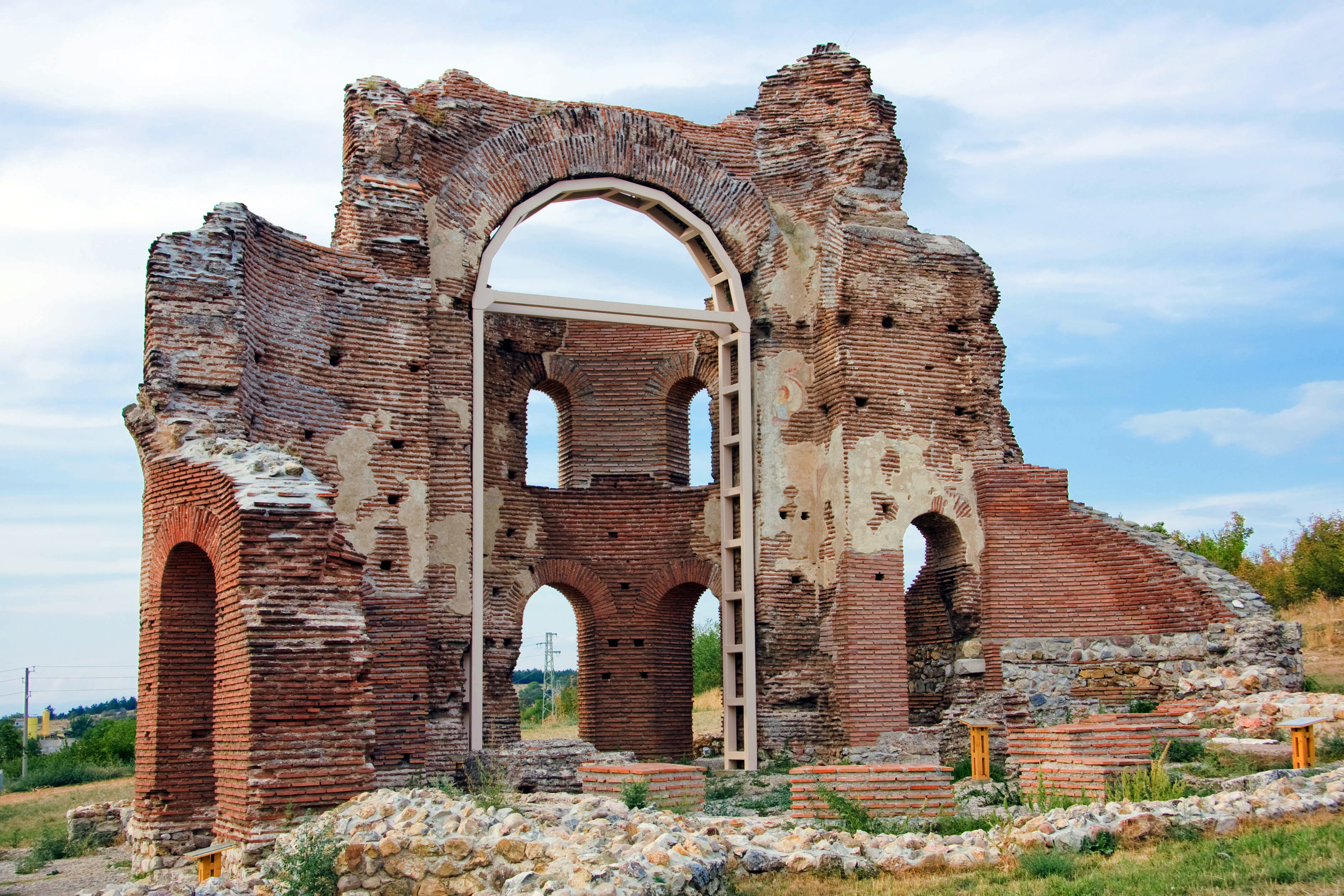
Ruderi della Chiesa Rossa

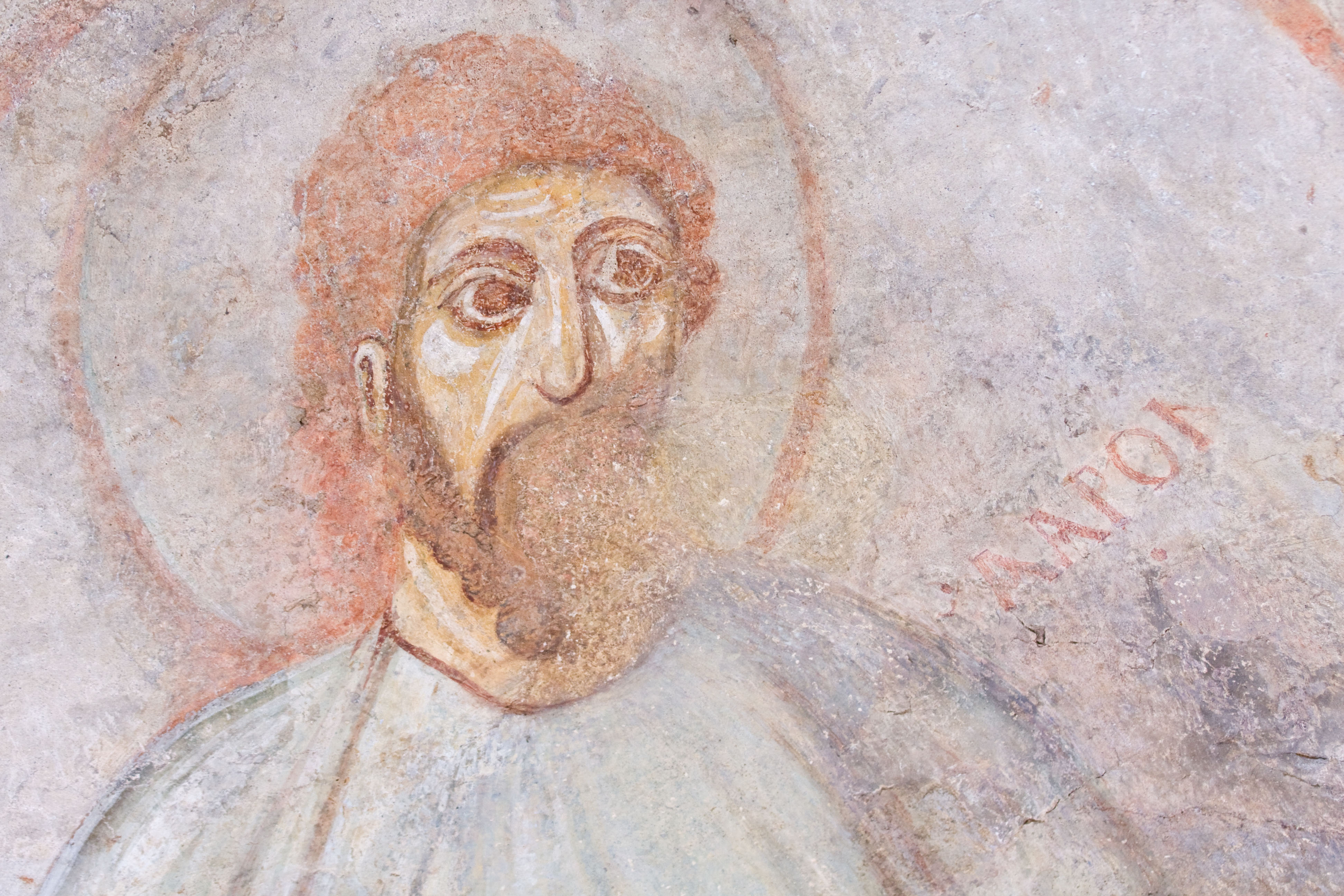
Affresco che rappresenta Aronne

Posta 10 km a sud di Joakim-Gruevo, è un piccolo villaggio interamente ricostruito dopo il saccheggio e il massacro dei suoi abitanti compiuto dei turchi nel 1876. A qualche centinaio di metri dal villaggio restano le rovine della chiesa rossa, molto proprio probabilmente eretta alla fine del V secolo o all'inizio del VI su pianta quadrilobata romana, con nartece ed esonartece. Questa chiesa era decorata all'interno da affreschi. Malgrado la loro condizione frammentaria, sono molto importanti perché rappresentano uno tra i vari esempi di pittura monumentale del VII secolo conservati in territorio bizantino e costituiscono un tipo di decorazione che non è stato pressoché più impiegato nei secoli successivi.
Le rappresentazioni mostrano una giustapposizione di scene del Vecchio e Nuovo Testamento. Nell'esedra nord sono in parte conservati vari episodi dell'Infanzia di Cristo, dall'Adorazione dei Magi alla Strage degli innocenti, a fregi sovrapposti. Sull'intradosso dell'arco che si apre sulla esedra nord erano raffigurate entro medaglioni Scene della vita di Mosé. È parzialmente conservato un affresco rappresentante un santo condotto al supplizio. Tali pitture, di stile elegante e dai toni chiari, possono ricollegarsi all'arte costantinopolitana.